# Геровски правопис
Правописът, използван от Найден Геров, е използван в публикувания от него речник и се отличава от съвременния в много отношения.

## Основни положения
- Звуците ш, ж и ч се считат за меки и след тях се пишат само меки гласни.
- Звуците к, г и х се считат за твърди и след тях се пишат само твърди гласни, освен в чужди думи.
- Буквата я има фонетична стойност е и стои на мястото на малката носовка в старобългарски език.
- Звукосъчетанието „йа“ се отбелязва с графемата ıa.
- Буквата щ се ползва само в собствени думи; в чужди думи се пише съчетанието шт.
- Звукът [ъ] се отбелязва, според историческия си произход, с четирите букви ъ, ь, ѫ и ѭ.
- Етимологично изписване на окончанието -енъ като -ьнъ.
- Изписване на старобългарския ъı на етимологичното му място.
- Групите ър/ръ, ъл/лъ се пишат винаги ръ/рь и лъ/ль съответно.
- Окончанията на глаголите от II спр. в 3 л. мн.ч. са меки и се пишат с я, а в 1. л. ед.ч. са твърди и се пишат с ѫ.
- Прави се разграничение между пряк и косвен падеж при съществителните от мъжки род, ед.ч. и мн.ч., при съществителните в ж.р. само в ед.ч.
- Членът се пише разделен с чертица, прилагателните имена от м.р. ед.ч. се членуват с -ий.